# محمد ایوب کهورو
محمد ایوب کهورو (انگلیسی: Muhammad Ayub Khuhro; زاده ۱۴ اوت ۱۹۰۱ – درگذشته ۱۹۸۰ (۷۸−۷۹ سال)) سیاستمدار بود. وی در سال ۱۹۵۸ وزیر دفاع پاکستان بوده‌است.